# Ina Martell
Ina Martell (* 27. Januar 1944 in Berlin als Dorothea Polzin) ist eine deutsche Sängerin und Schauspielerin, die nicht nur in der DDR Popularität genoss.

## Leben
Martell sang bereits im Kinderchor des Berliner Rundfunks und kam über die Junge-Talente-Bewegung zum Schlagergesang.
Sie gehörte in den 1960er Jahren zu den erfolgreichsten Sängerinnen in der DDR. Hits waren Blumen aus Eis, Zwei Küsse beim Nachhausegehn oder Fang meine Träume ein. Sie erhielt zweimal das Silberne Mikrophon des Berliner Rundfunks.
Ina Martell hat auch Hits Songs gemeinsam mit Michael Hansen aufgenommen. Sie gehörte ab 1966  zum Damenquartett Die Kolibris. In dem Fernsehmusical von Walter Eichenberg (Vorsicht Kurven) spielte und sang sie die Hauptrolle. Sie wirkte auch im DEFA-Film Hochzeitsnacht im Regen mit.

## Diskografie

### Alben
- Ihre grossen Erfolge, Sony Music 886974979227 (CD) (2009) (mit Britt Kersten und Nina Lizell)
- Zwei Küsse beim Nachhausegeh'n - Ihre grossen Erfolge, Sony Music 88697498012 (CD) (2009)

### Singles
- Downtown / Wiedersehen, Amiga 450 508 (1965)
- Mit 17 hat man noch Träume / Zwei Küsse beim Nachhausegehen, Amiga 450 509 (1965)
- Wenn du Hochzeit hast / Helle Nächte und Küsse, Amiga 450 607 (1967)
- Dann kamst du mir entgegen, Amiga 450 653 (1968)
- Wann kommt der Tag, Amiga 450 688 (1968)
- Doch mein Herz hat geweint, Amiga 450 695 (1968)
- Heute sehn uns alle Bostella tanzen, Amiga 450 706 (1968)
- Blumen aus Eis, Amiga 450 712 (1969)
- Der erste Tanz, Amiga 450 719 (1969)
- Das seh ich dir an der Nase an, Amiga 450 724 (1969)
- Fang meine Träume ein, Amiga 450 730 (1969)
- Heut bist du bei ihr, Amiga 450 736 (1969)
- Das müsste rot im Kalender stehen / Ich glaube daraus könnte Liebe entstehen, Amiga 450 748 (1970)
- Der Zug fährt ab / Flocken fallen, Amiga 450 751 (1970)
- Ich war die Frau Heinrich VIII., Amiga 450 779 (1971)
- Frech zum Verlieben / Über weißen Wolken, Amiga 450 810 (1971)

### Weitere Rundfunkaufnahmen
- Alles und noch viel mehr
- Die Liebe lacht, die Liebe weint
- Er ist wieder da
- Ich war allein
- Küsse und Tränen
- Lach nicht über Liebespärchen
- Liebe kann man nicht erzwingen
- Mutter, deine Augen
- Sag warum
- Telegramm aus Berlin